# Gilles Dubois (céramiste)
Pour les articles homonymes, voir Gilles Dubois et Dubois.
 (avril 2016).
Gilles Dubois est un céramiste français né à Bézancourt en 1713, et mort à Pontoise en 1774.

## Biographie
De quatre années le cadet de son frère, le céramiste Robert Dubois, Gilles Dubois suit le même parcours professionnel débutant par une formation à la Manufacture de Saint-Cloud. Puis, en 1736, il rejoint la manufacture de Porcelaine de Chantilly, où son frère est tourneur depuis 1732. L'entreprise emploie également Claude Humbert Gérin (1705-1750). Celui-ci sera renvoyé avec les frères Dubois en 1738. Les trois céramistes participeront à la fondation de la manufacture de porcelaine de Vincennesla même année, en prétendant connaître les secrets de fabrication de la porcelaine qu'ils proposent de vendre à Jean-Louis Henri Orry de Fulvy, conseiller d'État et intendant des Finances, et à Jean-Baptiste de Machault d'Arnouville, ce dernier étant un protégé de Madame de Pompadour. Ils sont agréés et s'installent dans les anciennes cuisines du pavillon de la Reine au château de Vincennes. Ils sont renvoyés par Orry de Fulvy pour avoir perdu 60 000 livres en cinq ans, et sont remplacés par Louis François Gravant, un de leurs anciens ouvriers de Chantilly.
Après cette disgrâce, Claude Humbert Gérin propose à Edmé Serrurier d'héberger dans ses ateliers la fabrication de sa « terre blanche ». Les deux frères Dubois, Gérin, Serrurier et Adrien Pierre Mignon, créent alors une association qui sera de courte durée puisqu'en 1746, Mignon et Serrurier sont seuls à la tête de cette nouvelle manufacture de la rue de Charenton à Paris, qu'ils installeront en face de la rue du Pont-aux-Choux, et qui prendra le nom de Manufacture de Pont-aux-Choux, produisant une faïence fine en terre blanche opaque.
En 1749, Gilles et Robert Dubois entrent au service de Pierre Barthélémy Dorez et de son fils Firmin Dorez, propriétaires de  la Manufacture de Valenciennes et de la Manufacture de Saint-Amand-les-Eaux, où Robert Dubois épouse Joséphine Cerisier.
Au début de 1751, François Joseph Peterinck achète à François Carpentier la manufacture de faïence qu'il avait fondée quelques mois plus tôt à Tournai, quai des Salines. Il va y fabriquer la Porcelaine de Tournai. François Carpentier est le beau-frère de Dorez et il présente à son repreneur les frères Dubois, employés de ce dernier. Peterinck les prend pour associés. Ils apportent leurs connaissances techniques dans la fabrication des pâtes, tant en faïence qu'en porcelaine. Cette même année, Jean Mathias Caillat, peintre transfuge de Vincennes, vend les secrets de fabrication des couleurs à Peterinck, ce qui lui vaut d'être embastillé pendant trois ans et déporté au Mont Saint-Michel. Peterinck présente à Charles de Lorraine un lustre en porcelaine fabriqué par les frères Dubois, composé de deux étages, entrelacé de seize branches dont la qualité des fleurs qui les composent est remarquable. Il obtient de ce gouverneur général un monopole de trente années.
En 1752, Gilles Dubois arrive à la Manufacture de Sceaux, chez Jacques Chapelle, où il est arrêté en compagnie du sculpteur Noël Jacques Chanou,  qui avait également travaillé quelque temps chez Mignon. Leur arrestation est due à la plainte de Charles Adam, directeur de la Manufacture de Vincennes, qui les accuse de produire clandestinement de la porcelaine. Or, par arrêt du Conseil d'État du 24 juillet 1745, Charles Adam avait reçu le privilège de la fabrication de cette matière pour une durée de vingt ans, avec interdiction à quiconque d'en faire de semblable sous peine d'amendes et d'emprisonnement. Cette même année arrive aussi à Sceaux les peintres Charles-François Becquet, Vincent Taillandier et François Levavasseur.
François Joseph Peterinck envoie Gilles Dubois et Henri Florentin Chanou I espionner les secrets des nouveaux procédés mis au point à Vincennes pendant que Robert Dubois assume seul la direction de la manufacture de Tournai, supervisant le moulage, le tournage, et les cuissons. En 1758, Robert Dubois est de retour à Chantilly.
Gilles Dubois meurt à Pontoise en 1774.